# فيونا كلارك
فيونا كلارك (بالإنجليزية: Fiona Clark)‏ هي مصورة نيوزيلندية، ولدت في 1954 في Inglewood, New Zealand ‏ في نيوزيلندا.